# ليديس دا ماتا
ليديس دا ماتا (من مواليد 12 مارس 1956) سياسية برازيلية. مثلت باهيا في مجلس الشيوخ الاتحادي من 2011 إلى 2019، عندما عادت إلى المجلس. كانت في السابق نائبة اتحادية عن ولاية باهيا من 1987 إلى 1991 ومن 2007 إلى 2011. شغلت منصب عمدة سلفادور من 1993 إلى 1997. وهي عضو في الحزب الاشتراكي البرازيلي.